# Флавій Арбіціон
Флавій Арбіціон (*Flavius Arbitio, д/н — після 366) — державний та військовий діяч пізньої Римської імперії.

## Життєпис
Походив з селянської родини. Замолоду вступив до війська, брав участь у походах Констанція I Хлора, а потім його сина Костянтина Великого. В період володарювання останнього досяг посади дукса. За часи імператора Констанція II відзначився у війні з узурпатором Магненцієм. За це у 354 році отримує посаду magister equitum (начальника піхоти), а потім — magister militum.
У 354 році відправлено до Аквілеї, де той проводив судові засідання над прихильниками та друзями страченого цезаря Констанція Галла. За жорстоке виправлення суду у 355 році призначається консулом (разом з Квінтом Флавієм Месієм Егнацієм Лолліаном). Того ж року разом з імператором виступив проти германського племені алеманів, які вдерлися до імперії. Біля Боденського озера Арбіціон завдав поразки ворогові.
З цього моменту стає одним з наближених до імператора осіб. При цьому спирався на дружбу впливового євнуха та камергера Євсевія. Разом з останнім постійно інтригував проти інших військовиків, зокрема своїми інтригами спровокував повстання Сільвана Франкського. Лише підступом вдалося його швидко придушити. Іншою жертвою заздрості Арбіціона стали військовики Урсіцин та Барбаціон. У 359 році розслідував причини падіння фортеці Амді на Євфраті.
У 361 році очолював авангард під час війни з Персією. Але в цей час прийшла звістка про рух цезаря Юліана на Схід. Тоді армія Констанція II виступила проти нового суперника. В цей час помирає імператор й єдиним володарем держави стає Юліан. Арбіціон зумів зберегти своє положення при дворі навіть за нового імператора. Натомість Арбіціон зумів зберегти вірність східної армії (переважно християнської) імператору Юліану.
362 року пішов у відставку. З цього моменту мешкав у Константинополі, маючи статус сенатора. У 365 році виступив проти узурпатора Прокопія. Останній у відповідь конфіскував величезні статки Амбіціона. Той же втік до імператора Валента. У 366 році Амбіціон сприяв переходу вищого військового керівництва армії Прокопія на чолі з Гомоарієм, чим сприяв поваленню узурпатора.